# Grégory Alldritt
Grégory Alldritt (* 23. März 1997 in Toulouse) ist ein französischer Rugby-Union-Spieler. Er spielt auf den Positionen der Nummer Acht und des Flügelstürmers für den Verein Stade Rochelais und die französische Nationalmannschaft. Zu seinen Erfolgen gehören zwei Europapokalsiege mit Stade Rochelais sowie ein Turniersieg mit Frankreich bei den Six Nations (mit einem Grand Slam).

## Biografie

### Vereinskarriere
Alldritts Vater stammt aus Schottland und hat irische und dänische Vorfahren, seine Mutter ist Französin mit italienischen Wurzeln. Seine Kindheit verbrachte Alldritt in der Stadt Condom im Département Gers. 2004 schloss er sich dem örtlichen Verein SA Condom an. Vier Jahre später wechselte er zum FC Auch, wo er zusammen mit Antoine Dupont, Anthony Jelonch und Pierre Bourgarit spielte, die er später in der Nationalmannschaft wiedertraf. Im Alter von erst 19 Jahren kam er am 24. April 2016 erstmals in der ersten Mannschaft zum Einsatz, in einem Spiel der Amateurliga Fédérale 1 gegen den FC Oloron; er wurde in der zweiten Halbzeit eingewechselt und erzielte sogleich den ersten Versuch seiner Karriere. Er machte beständig Fortschritte und entschloss sich dazu, den Verein zu verlassen, nachdem der FC Auch am Ende der Saison 2016/17 Insolvenz anmelden musste. Alldritt erhielt vom Erstligaverein Stade Toulousain vor Beginn der Saison 2017/18 ein vielversprechendes Angebot, doch er zog es vor, zusammen mit Bourgarit zum Konkurrenten Stade Rochelais zu wechseln.
Das erste Spiel für seinen neuen Verein bestritt Alldritt am 18. Dezember 2017 am zehnten Spieltag gegen Castres Olympique, als er in der Startformation stand. Den ersten Versuch in der Top 14 erzielte er am 4. März 2018 gegen die ASM Clermont Auvergne. Am Ende seiner ersten Saison in der höchsten Liga verlängerte er seinen Vertrag bis 2021. In der Saison 2018/19 erreichte sein Verein das Finale des European Rugby Challenge Cup 2018/19, das jedoch gegen Clermont verloren ging. Alldritt erwies sich eine der Entdeckungen der Saison, entwickelte sich zum Stammspieler und verwies sogar den neuseeländischen Nationalspieler Victor Vito auf die Ersatzbank. Vorzeitig verlängerte er um weitere zwei Jahre bis 2023.
Mit Stade Rochelais erreichte Alldritt das Finale des European Rugby Champions Cup 2020/21, unterlag aber Stade Toulousain. Einen Monat später stand er auch im Finale der Meisterschaft, doch gegen den gleichen Gegner resultierte eine weitere Niederlage. Trotz dieser Enttäuschungen kürte ihn die Zeitung Midi Olympique zum besten Angriffsspieler der Liga. In der darauffolgenden Saison gewann er das Finale des European Rugby Champions Cup 2021/22 gegen Leinster Rugby; sowohl für ihn als auch für seinen Verein war dies der erste Titelgewinn überhaupt. Im Viertelfinale der Meisterschaft erzielte Alldritt zwar einen Versuch, doch Stade Rochelais schied gegen Stade Toulousain aus. Ein Jahr später ging zwar das Meisterschaftsfinale der Saison 2022/23 gegen Stade Toulousain verloren, hingegen gewann Stade Rochelais das Finale des European Rugby Champions Cup 2022/23 gegen Leinster Rugby. In beiden Spielen gehörte Alldritt der Startformation an und die für die Europapokalwettbewerbe zuständige Organisation European Professional Club Rugby zeichnete ihn als Spieler des Jahres aus.

### Nationalmannschaft
Aufgrund seiner guten Leistungen mit Stade Rochelais wurde Alldritt in den Kader für die Six Nations 2019 berufen, als zweite Option für die Position der Nummer Acht hinter Louis Picamoles. Sein erstes Test Match für die französische Nationalmannschaft bestritt er am 1. Februar 2019 bei der 19:24-Niederlage gegen Wales, als er in der 71. Minute eingewechselt wurde. Er kam in allen fünf Spielen des Turniers zum Einsatz und erzielte beim 27:10-Sieg gegen Schotten seine beiden ersten Versuche auf internationaler Ebene. Alldritt nahm an der Weltmeisterschaft 2019 bereits als Stammspieler teil und bestritt die Gruppenspiele gegen Argentinien, die Vereinigten Staaten und Tonga sowie das Viertelfinale gegen Wales. Beim Six Nations 2021 stand er erneut in allen Spielen im Einsatz. Er erzielte einen Versuch gegen Italien, wurde dreimal zum Man of the Match gekürt und trug wesentlich dazu bei, dass Frankreich mit dem zweiten Platz das beste Turnierergebnis seit 2011 schaffte.
Ebenfalls eine Schlüsselrolle nahm Alldritt beim Six Nations 2022 ein, das Frankreich mit einem Grand Slam für sich entschied. Er stand in allen fünf Spielen auf dem Platz, war einmal Man of the Match und verzeichnete von allen Spielern während des Turniers die meisten Ballgewinne. Folgerichtig wurde er ins All-Star-Team von Six Nations berufen.

## Erfolge
Stade Rochelais:
- Meisterschaftsfinalist: 2022, 2023
- Sieger European Rugby Champions Cup: 2022, 2023
- Finalist European Rugby Champions Cup: 2021
- Finalist European Rugby Challenge Cup: 2019

Frankreich:
- Sieger Six Nations: 2022
- Grand Slam: 2022

Persönlich:
- EPCR Spieler des Jahres: 2023